# Meteor MS-1

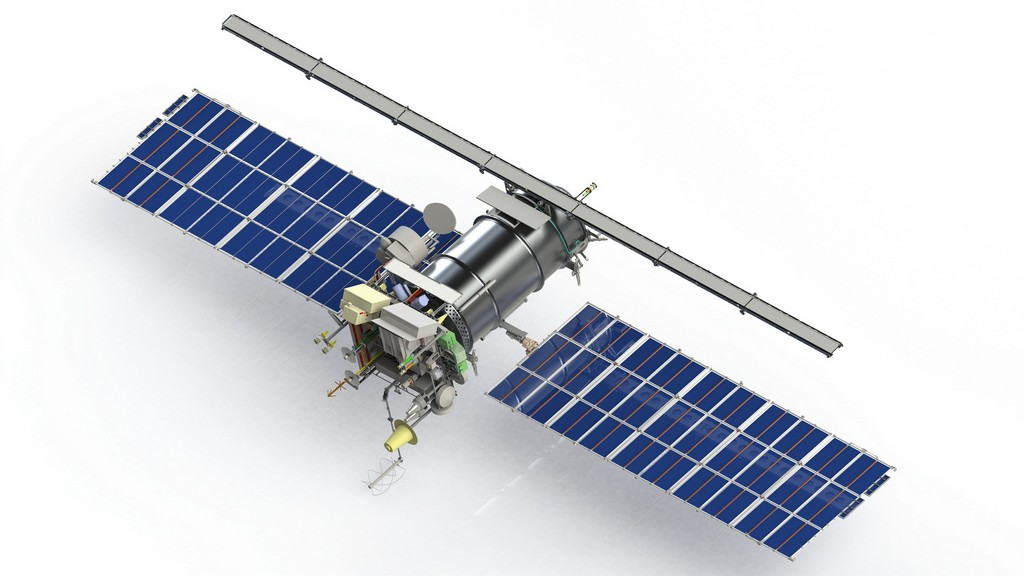
Rappresentazione grafica del Meteor MS-1

Meteor-M No.2-1 (in Russo: Метеор-М №2-1), era un satellite meteorologico facente parte della serie Meteor-M in orbita polare.
È stato lanciato il 28 novembre 2017 a bordo di un vettore Soyuz-2.1b dotato dello stadio superiore Fregat. Il satellite si è separato dal Fregat ma successivamente ha perso il segnale di comunicazione ed è andato perso.
Un'indagine sulla causa del fallimento ha riscontrato un errore nella programmazione. L'orbita del vettore era stata programmata con il punto di partenza presso il Cosmodromo di Baikonur, anziché quello di Vostochny. Questo ha causato l'ingresso errato in orbita. L'ultimo stadio del vettore ha tentato di correggere l'orbita ma erroneamente si trovata diretto verso l'atmosfera durante l'ultima accensione del motore. La conseguenza è stata la distruzione del satellite principale e dei 18 minisatelliti scientifici e commerciali provenienti da Russia, Norvegia, Svezia, Stati Uniti, Giappone, Canada e Germania.